# Dan H. Barouch
Daniel „Dan“ Hung Barouch (* 4. Februar 1973 in Göttingen, Deutschland) ist ein US-amerikanischer Virologe und Impfforscher.

## Leben und Wirken
Dan Barouch erwarb 1993 an der Harvard University einen Master/Bachelor in Biochemie, 1995 an der University of Oxford einen Ph.D. in Immunologie und 1999 an der Harvard Medical School (HMS) einen M.D. als Abschluss des Medizinstudiums. Als Postdoktorand arbeitete er bei Norman Letvin an der HMS und absolvierte gleichzeitig am Massachusetts General Hospital und am Brigham and Women’s Hospital in Boston seine Ausbildung zum Facharzt für Innere Medizin beziehungsweise für Infektionskrankheiten. 2002 erhielt er erste Lehraufgaben und 2006 eine erste Professur (Associate Professor) für Innere Medizin, 2010 eine ordentliche Professur an der HMS.
An der Harvard Medical School hat Barouch heute (Stand 2023) eine nach William Bosworth Castle benannte Professur für Innere Medizin und eine Professur für Immunologie inne. Außerdem ist er (seit 2012) Direktor des Center for Virology and Vaccine Research am Beth Israel Deaconess Medical Center.
Barouch konnte wesentlich zur Entwicklung von Impfstoffen auf Basis von viralen Vektoren beitragen. Wenn auch die Entwicklung eines HIV-Impfstoffes auf Basis des Ad5-Serotyps von Adenoviren scheiterte, so konnte doch ein Impfstoff auf Basis von Ad26/Ad5 zumindest im Tiermodell die Viruslast verringern. Später war der Ad26-Serotyp Grundlage des Ad26.COV2.S-Impfstoffes gegen SARS-CoV-2. Weitere Impfstoffkandidaten auch auf der Grundlage anderer Prinzipien entstammen der Arbeitsgruppe Barouchs, zum Beispiel gegen HIV, gegen das Zika-Virus oder gegen Tuberkulose.
2009 wurde Barouch in die American Society for Clinical Investigation, 2020 in die National Academy of Medicine gewählt. Für seine Beiträge zur Entwicklung von Impfstoffen erhielt er 2023 den mit 200.000 US-Dollar dotierten Internationalen König-Faisal-Preis für Medizin.
Barouch hat laut Google Scholar einen h-Index von 122, laut Datenbank Scopus einen von 102 (jeweils Stand September 2024).
Daniel H. Barouch ist verheiratet und hat zwei Töchter.